# استان آرلیت
استان آرلیت (به لاتین: Arlit Department) یک منطقهٔ مسکونی در نیجر است که در منطقه آگادز واقع شده‌است. استان آرلیت ۲۱۶٬۷۴۴ کیلومتر مربع مساحت و ۱۰۵٬۰۲۵ نفر جمعیت دارد.